# Tanjung Karang (Sekarbela)
Tanjung Karang is een bestuurslaag in het regentschap Mataram van de provincie West-Nusa Tenggara, Indonesië. Tanjung Karang telt 7260 inwoners (volkstelling 2010).